# Pardue Peak
Der Pardue Peak ist ein 1840 m hoher Gipfel im westantarktischen Ellsworthland. Im äußersten Nordosten der Heritage Range im Ellsworthgebirge ragt er aus dem Smith Ridge der Founders Peaks auf. Nördlich des Pardue Peak beginnt der Minnesota-Gletscher, westlich liegt ein eisbedecktes Hochland.
Der United States Geological Survey kartierte ihn anhand eigener Vermessungen und Luftaufnahmen der United States Navy aus den Jahren von 1961 bis 1966. Das Advisory Committee on Antarctic Names benannte den Gipfel 1966 nach Lieutenant Andrew Michael Pardue (1931–2016), Artz bei der Navy-Flugstaffel VX-6, der zwischen 1960 und 1961 in dieser Funktion in der Antarktis tätig war.